# Ver palolo
Palola viridis, Palola siciliensis
Espèce
Synonymes
- Palolo viridis Gray in Stair, 1847[1]

Statut de conservation UICN

 DD  : Données insuffisantes
Le Ver palolo (Palola viridis) est une espèce d'invertébrés de la famille des Eunicidae. Il vit dans les récifs coralliens tropicaux. Les adultes mesurent environ 30 cm de long et ressemblent à des spaghettis.

## Systématique
Selon l’ITIS le taxon officiel de cette espèce est Palola siciliensis (Grube, 1840), dès lors que le WoRMS considère qu'il s'agit de Palola viridis (Gray, 1840). Toutefois dans sa description originale , Adolph Eduard Grube précise que les spécimens ont été collectés dans les environs de Palerme (d'où le nom spécifique siciliensis, bien loin de la zone de répartition de cette espèce.

## Cycle de vie
Lors de la reproduction qui a lieu au printemps ou au début de l'été (octobre-novembre dans l'hémisphère sud), les parties terminales de leurs corps portant les parties génitales se séparent de leurs têtes (qui restent dans les coraux) et flottent à la surface de l'eau, libérant les spermatozoïdes et les ovules. Les mécanismes déclencheurs de cette ponte (partiellement connus) la font se produire sur plusieurs nuits, pendant une lune décroissante,.

## Distribution
On le trouve aux Samoa américaines, aux Fidji, en Indonésie, et aux Samoa.

## Culture
La partie reproductive du Ver palolo est consommée, crue ou cuite selon différentes recettes, par les populations autochtones des Samoa. Les prises se font à l'aide de filets en octobre et novembre durant la courte période propice. Cet événement est si important pour les habitants des îles Banks qu'il est présent dans leur calendrier lunaire,.
Au Timor oriental, lors du Mechi, le Ver palolo est aussi l'objet d'une fête et d'une consommation.